# Mistrzostwa Europy w Łyżwiarstwie Szybkim w Wieloboju 1907
17. mistrzostwa Europy w łyżwiarstwie szybkim w wieloboju odbyły się w dniu 3 lutego 1907 roku w Davos (Szwajcaria). Zawodnicy startowali na Eisstadion po raz piąty (wcześniej w 1899, 1902, 1904 i 1906). W zawodach brali udział tylko mężczyźni. Zawodnicy startowali na czterech dystansach: 500 m, 1500 m, 5000 m i 10000 m. Mistrzowski tytuł wywalczył Szwed Mauritz Öholm. Miejsca pozostałych zawodników są nieoficjalne.

## Uczestnicy
W zawodach wzięło udział 3 łyżwiarzy z 3 krajów. Wszyscy zostali sklasyfikowani.
| Austro-Węgry | Norwegia | Szwecja |

## Wyniki
- f – wywrócił się

| Pozycja | Zawodnik        | Kraj         | 500 m     | 5000 m      | 1500 m      | 10000 m       |
| ------- | --------------- | ------------ | --------- | ----------- | ----------- | ------------- |
| 01 !    | Mauritz Öholm   | Szwecja      | 44.8 (1.) | 9:06.8 (1.) | 2:31.8 (1.) | 18:52.0f (3.) |
| (2.)    | Oluf Steen      | Holandia     | 47.0 (2.) | 9:18.6 (2.) | 2:36.0 (3.) | 18:47.4 (2.)  |
| (3.)    | Franz Schilling | Austro-Węgry | 50.6 (3.) | 9:18.8 (3.) | 2:32.8 (2.) | 18:44.0 (1.)  |